# Estación de Xpujil
Xpujil es una estación de trenes que se ubica en la localidad mexicana del mismo nombre, Campeche.

## Tren Maya
Andrés Manuel López Obrador anunció en su campaña presidencial del 2018 el proyecto del Tren Maya. El 13 de agosto de 2018 anunció el trazo completo. El recorrido de la nueva ruta del Tren Maya puso a la Estación Xpujil en la ruta que conectaría con Campeche y Chetumal, Quintana Roo
La estación se ubica en terrenos de la Línea Z del Tren Interoceánico. Su demanda es de carácter social y logístico, cuenta con tres vías y dos andenes.